# 102 Dywizja Pancerna (ZSRR)
102 Dywizja Pancerna – związek taktyczny wojsk pancernych Armii Czerwonej okresu II wojny światowej.

## Działania bojowe
Dywizja sformowana 15 lipca 1941 roku na bazie 56 Dywizji Pancernej, sformowanej w marcu 1941 w Północnokaukaskim Okręgu Wojskowym dla 26 Korpusu Zmechanizowanego. Podporządkowana 24 Armii Frontu Rezerwowego. 19 lipca z dywizji został przekazany do 108 Dywizji Pancernej dywizjon artylerii (76 mm). Od 30 sierpnia brała udział w kontruderzeniu pod Jelnią w celu likwidacji tzw. występu jelneńskiego. 
3 września dywizja została wzmocniona 395 pułkiem strzeleckim ze 127 Dywizji Strzeleckiej. W czasie nieustannie prowadzonych frontalnych ataków na pozycje 2 Grupy Pancernej uległa prawie całkowitemu zniszczeniu. Resztki dywizji przeformowane w dniu 10 września w 144 Brygadę Pancerną.

## Podporządkowanie
| Data                  | Front (Okręg)   | Armia    | Korpus (Grupa) | Uwagi |
| --------------------- | --------------- | -------- | -------------- | ----- |
| 01 sierpnia 1941 roku | Front Rezerwowy | 24 Armia | -              |       |

## Skład
- 204 pułk czołgów
- 205 pułk czołgów
- 102 pułk zmotoryzowany
- 102 pułk artylerii
- 102 batalion rozpoznawczy
- 102 samodzielny dywizjon przeciwlotniczy
- 102 samodzielny batalion łączności
- 102 batalion transportowy
- 102 batalion remontowy
- 102  batalion pontonowo - mostowy
- 56 batalion medyczno - sanitarny
- 102 kompania regulacji ruchu
- 56 piekarnia polowa
- ?? poczta polowa
- 239 polowa kasa Gosbanku.

## Dowódcy
- pułkownik Iwan Iłłarionow (15.07.1941 - 10.09.1941)